# 科芒萨克
科芒萨克（法語：Commensacq，法語發音：[kɔmɛ̃sak]）是法国朗德省的一个市镇，属于蒙德马桑区。

## 地理
科芒萨克（44°12'39"N, 0°49'31"W）面积71.24 平方千米，位于法国新阿基坦大区朗德省，该省份为法国西南部沿海省份，是法國本土面积第二大的省，北起吉倫特省，西临大西洋，南至大西洋比利牛斯省，东临热尔省，东北与洛特-加龍省接壤。
与科芒萨克接壤的市镇（或旧市镇、城区）包括：拉布埃尔、皮索斯、萨布尔、索尔费里诺、特朗萨克。

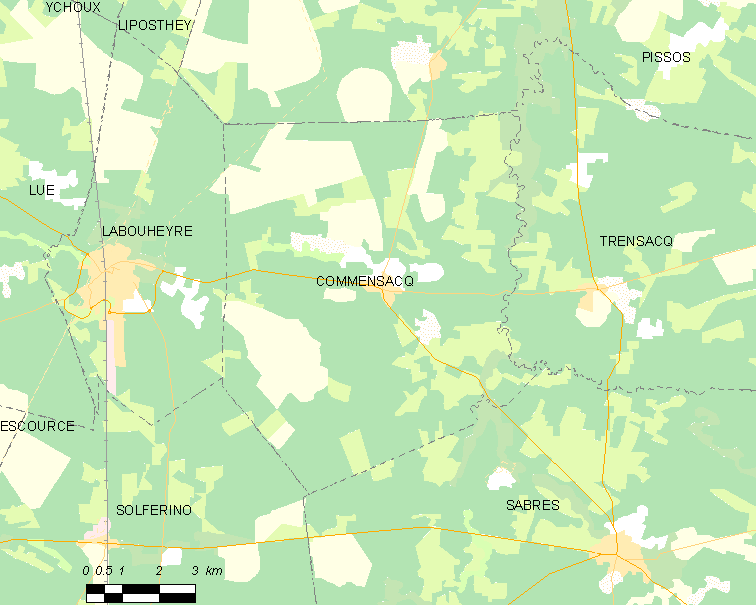
科芒萨克的OSM定位图

科芒萨克的时区为UTC+01:00、UTC+02:00（夏令时）。

## 行政
科芒萨克的邮政编码为40210，INSEE市镇编码为40085。

## 政治
科芒萨克所属的省级选区为上朗德-阿马尼亚克县。

## 人口

1962-2008年间科芒萨克人口变化图示

科芒萨克于2022年1月1日时的人口数量为434人。